# HD 10180
HD 10180 é uma estrela similar ao Sol que está a 127 anos-luz de distância, na parte sul da constelação de Hydrus.

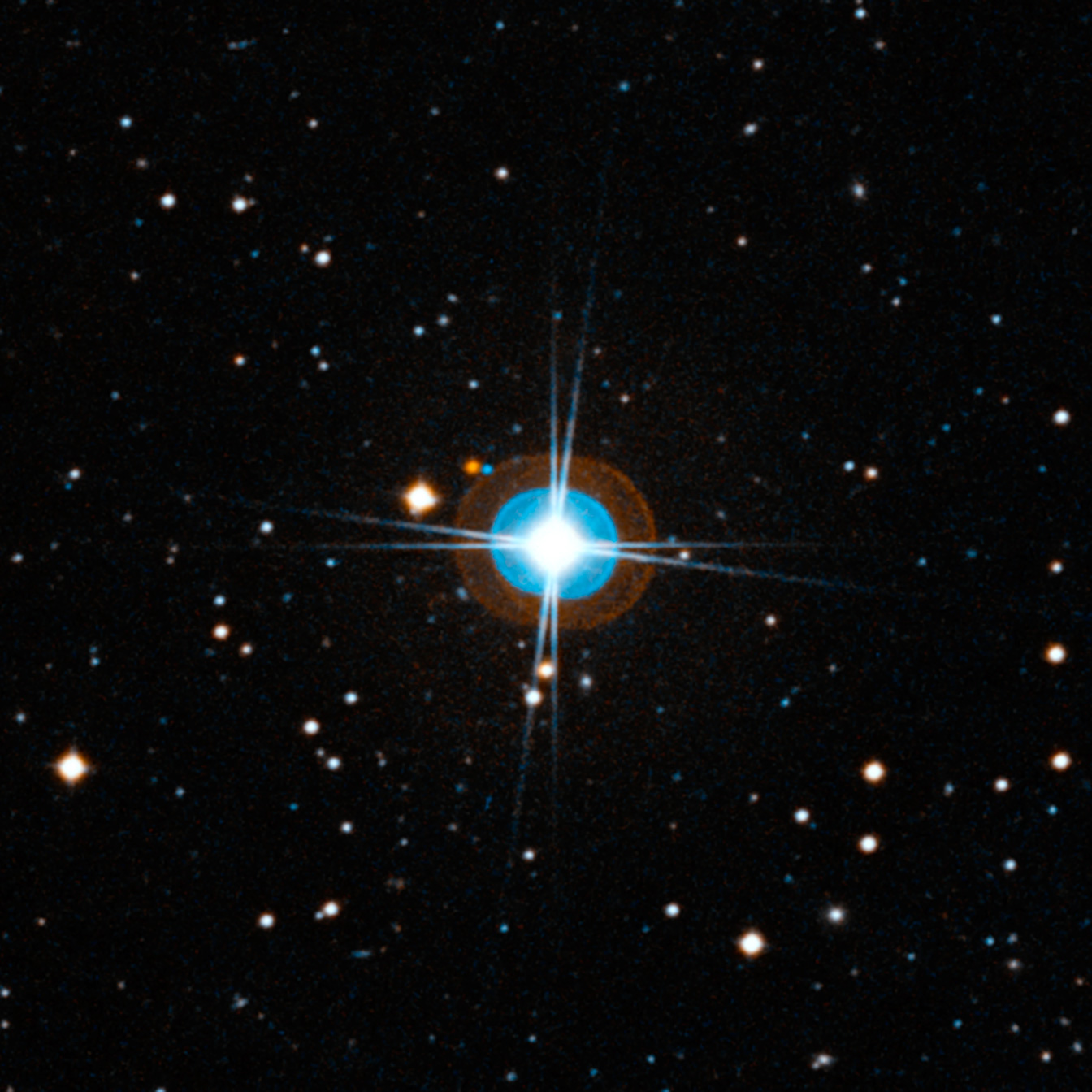
Vista do céu ao redor da estrela HD 10180 (ao centro)
Crédito: ESO

A estrela é conhecida por ter um sistema planetário muito grande. Os cientistas já descobriram ao menos sete planetas, e possivelmente podem existir até nove, convertendo-se assim no sistema exoplanetário com o maior número de planetas já confirmados (superando Kepler-11 e 55 Cancri) e também podendo tornar-se o maior sistema planetário já conhecido (passando o Sistema Solar).
A massa e metalicidade de HD 10180 são 6% e 20% maior do que os valores do Sol.
O sistema contém cinco planetas como Neptuno (com as massas mínimas a partir de 12 a 25 vezes a da Terra; com probabilidades de detecção falsas de << 0.1%) nos raios orbitais de 0.06, 0.13, 0.27, 0.49 e 1.42 UA.
Além disso, há um possível planeta de tamanho similar a da Terra localizado em 0.02 UA (a massa mínima é de 1.4 vezes a da Terra; probabilidade de detecção falsa de 1.4%). Adiciona-se um planeta do tamanho de Saturno em 3.4 UA (a massa mínima é de 65 vezes a da Terra; probabilidade de detecção falsa de 0.6%) considerado como confirmado pela Enciclopédia dos Planetas Extrassolares.
O sistema planetário não contém planetas em ressonâncias médias de movimento, ainda que tenha um número de raios próximos de ressonâncias médias de movimento orbital.
Os raios aproximados dos períodos das órbitas adjacentes são (procedentes desde o exterior): 1:5, 1:3, 1:3, 2:5, 1:5, 3:11.
Os planetas foram detectados utilizando o espectrógrafo HARPS (sigla em inglês para "Buscador de Planetas por Velocidade Radial de Alta Precisão") usando a velocidade radial, em conjunto com o telescópio de 3,6 m do Observatório Europeu do Sul no observatório de La Silla no Chile. Desde que a inclinação das órbitas dos planetas não é conhecida, somente massas mínimas planetárias podem se obter na atualidade.

## Sistema planetário

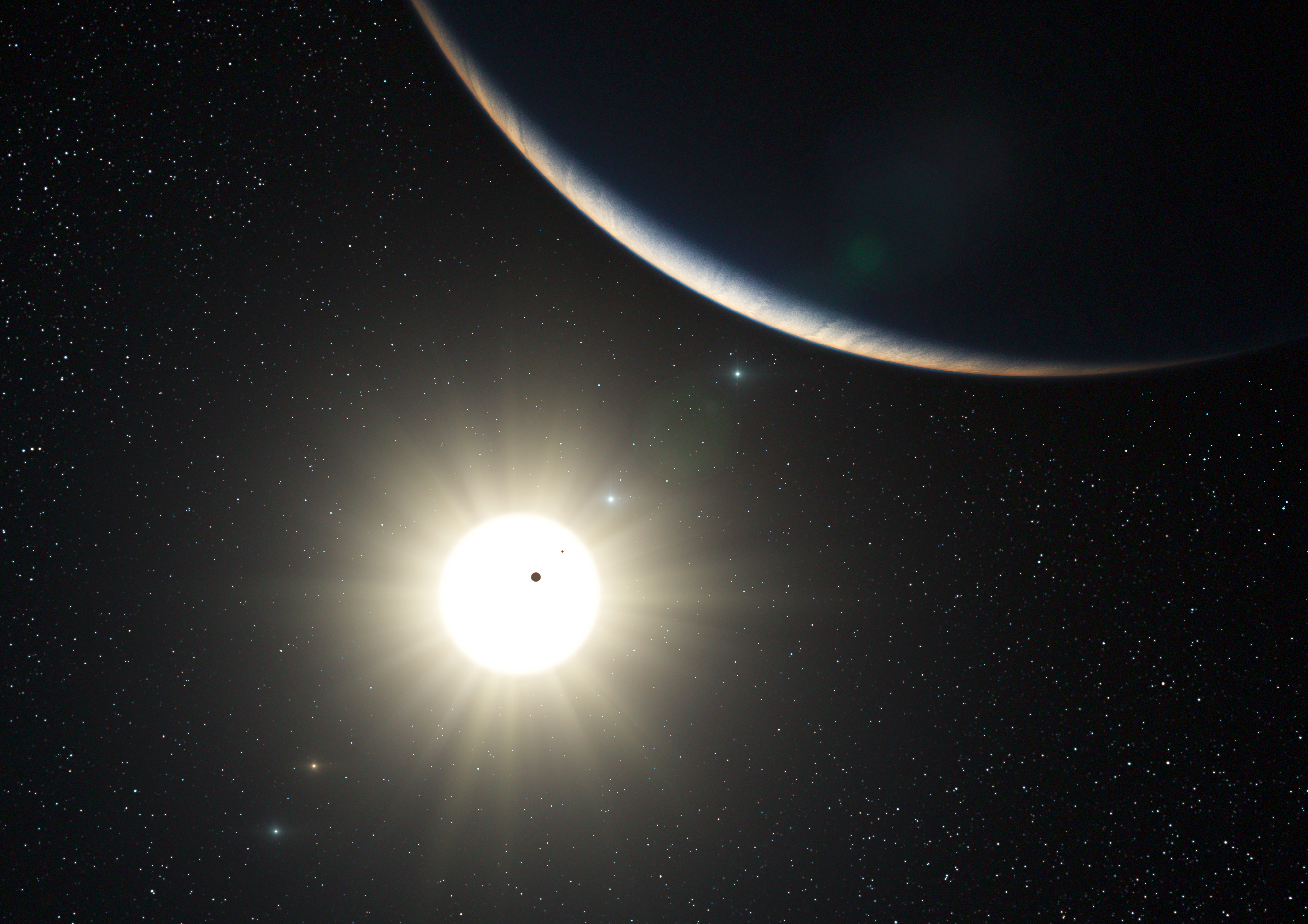
Impressão de artista do planeta HD 10180 d representando também os planetas HD 10180 b e HD 10180 c em trânsito.

Órbitas do sistema planetário HD 10180, usando a configuração orbital de oito corpos celestes (a estrela e sete planetas) do modelo newtoniano tendo em conta a dissipação das marés.

### Planetas
HD 10180 b é um possível planeta do tamanho da Terra (mínimo de massa 1,4 vezes da Terra), localizado em 0,02 UA. Seu raio orbital foi originalmente estimado para ter uma órbita circular a uma distância de 0,02225 ± 0,00035 UA (mais perto do que Mercúrio, cerca de um sétimo da distância e, mais quente), levando 1,1 dias para completar uma órbita, o planeta foi confirmado em 2012.
HD 10180 c com uma massa mínima comparável à de Urano, é um Netuno quente. O período orbital do planeta c é 5,75979 ± 0,00062 dias, e a excentricidade em 0,045 ± 0,026.
HD 10180 i é uma possível superterra quente, mas não confirmado.
HD 10180 d é um Netuno quente. Sua massa foi inicialmente estimado em 11,75 ± 0,65 (menor do que Urano) e em uma órbita ligeiramente excêntrica, no entanto, este foi re-estimado com uma massa maior e órbita excêntrica em 2012.
HD 10180 e é também um Netuno quente, com cerca de duas vezes a massa de Netuno.
HD 10180 j é uma possível superterra quente, mas não confirmado.
HD 10180 f é um Netuno quente, e semelhante em massa a HD 10180 e. A uma distância orbital de 0.49 UA e excentricidade de 0,13, a sua órbita é análogo ao de mercúrio.
HD 10180 g é um planeta gigante com uma massa maior do que Netuno. Tem uma órbita a 1,4 UA e, portanto, dentro da zona habitável, embora não se encaixa nos modelos atuais para a habitabilidade do planeta, devido à sua grande massa (24 vezes a Terra). Existe uma possibilidade de que um satélite natural com a pressão atmosférica suficiente poderia ter água no estado líquido na sua superfície.
HD 10180 h é o maior planeta e o mais exterior conhecido no sistema. É provável que um gigante gasoso, com uma massa mínima de 65 vezes a da Terra. Orbitando a 3,4 UA, uma distância comparável à distância da parte externa do cinturão de asteróides do Sol.
| Nome               | Massa (MT)   | Semieixo maior (UA) | Período orbital (dias) | Excentricidade  |
| ------------------ | ------------ | ------------------- | ---------------------- | --------------- |
| b                  | >1.35 ± 0.23 | 0.02225 ± 0.00035   | 1.1777 ± 0.0001        | 0.0000 ± 0.0025 |
| c                  | >13.1 ± 0.5  | 0.0641 ± 0.0010     | 5.7598 ± 0.0006        | 0.045 ± 0.026   |
| i (não confirmado) | >1.9 ± 1.8   | 0.0904 ± 0.047      | 9.655 ± 0.072          | 0.05 ± 0.23     |
| d                  | >11.8 ± 0.6  | 0.1286 ± 0.0020     | 16.358 ± 0.004         | 0.088 ± 0.041   |
| e                  | >25.1 ± 1.2  | 0.270 ± 0.004       | 49.74 ± 0.02           | 0.026 ± 0.036   |
| j (não confirmado) | >5.1 ± 3.2   | 0.330 ± 0.016       | 67.55 ± 1.28           | 0.07 ± 0.12     |
| f                  | >23.9 ± 1.4  | 0.493 ± 0.008       | 122.8 ± 0.2            | 0.135 ± 0.046   |
| g                  | >21.4 ± 3.4  | 1.422 ± 0.026       | 601 ± 8                | 0.19 ± 0.14     |
| h                  | >64.4 ± 4.6  | 3.40 ± 0.11         | 2220 ± 90              | 0.080 ± 0.070   |